# Formigny
Formigny est une ancienne commune française, située dans le département du Calvados en Normandie. Depuis le 1er janvier 2017, elle fait partie de la commune de Formigny La Bataille.

## Géographie
| Louvières, Asnières-en-Bessin | Vierville-sur-Mer | Saint-Laurent-sur-Mer       |
| Aignerville                   | Formigny          | Colleville-sur-Mer, Surrain |
| Aignerville                   | Trévières         | Mandeville-en-Bessin        |

## Toponymie
Le nom de la localité est attesté sous les formes Formigneium en 1194; Formingneium en 1198; Formengneium en 1277; Fourmaignie en 1340; Fourmigny en 1371.

## Histoire
Dans le cadre de la guerre de Cent Ans, c'est près du village que, le 15 avril 1450, le connétable de Richemont (Arthur III de Bretagne) et le comte de Clermont (Jean II de Bourbon) livrèrent la bataille de Formigny, bataille décisive contre l'Anglais permettant à Charles VII de reprendre la Normandie. Les Anglais restés sur le pré furent inhumés dans un champ qui conserva le nom de Tombeau aux Anglais.
En 1823, Formigny (487 habitants en 1821) absorbe Véret (70 habitants), au nord-ouest du territoire. En 1858, Engranville (228 habitants en 1856) est partagée entre Formigny — l'essentiel du territoire — et Trévières, au sud-est.
Le 1er janvier 2017, Formigny intègre avec trois autres communes la commune de Formigny La Bataille créée sous le régime juridique des communes nouvelles instauré par la loi no 2010-1563 du 16 décembre 2010 de réforme des collectivités territoriales. Les communes d'Aignerville, d'Écrammeville, de Formigny et de Louvières deviennent des communes déléguées et Formigny est le chef-lieu de la commune nouvelle. Ces communes déléguées sont supprimées le 26 mai 2021, transformant la fusion en fusion simple.

## Politique et administration
| Période                                  | Période    | Identité                 | Étiquette | Qualité                   |
| ---------------------------------------- | ---------- | ------------------------ | --------- | ------------------------- |
| 1880                                     | 1886       | Pierre Aimé Le Rossignol |           |                           |
| avant 1995                               | ?          | Alice Lamy               | DVD       |                           |
| ?                                        | 2004       | Michel Lamy              |           |                           |
| 2004                                     | avril 2014 | Daniel Tréfeu            |           | Retraité de l'agriculture |
| avril 2014                               | En cours   | Alain Gervais            |           |                           |
| Les données manquantes sont à compléter. |            |                          |           |                           |

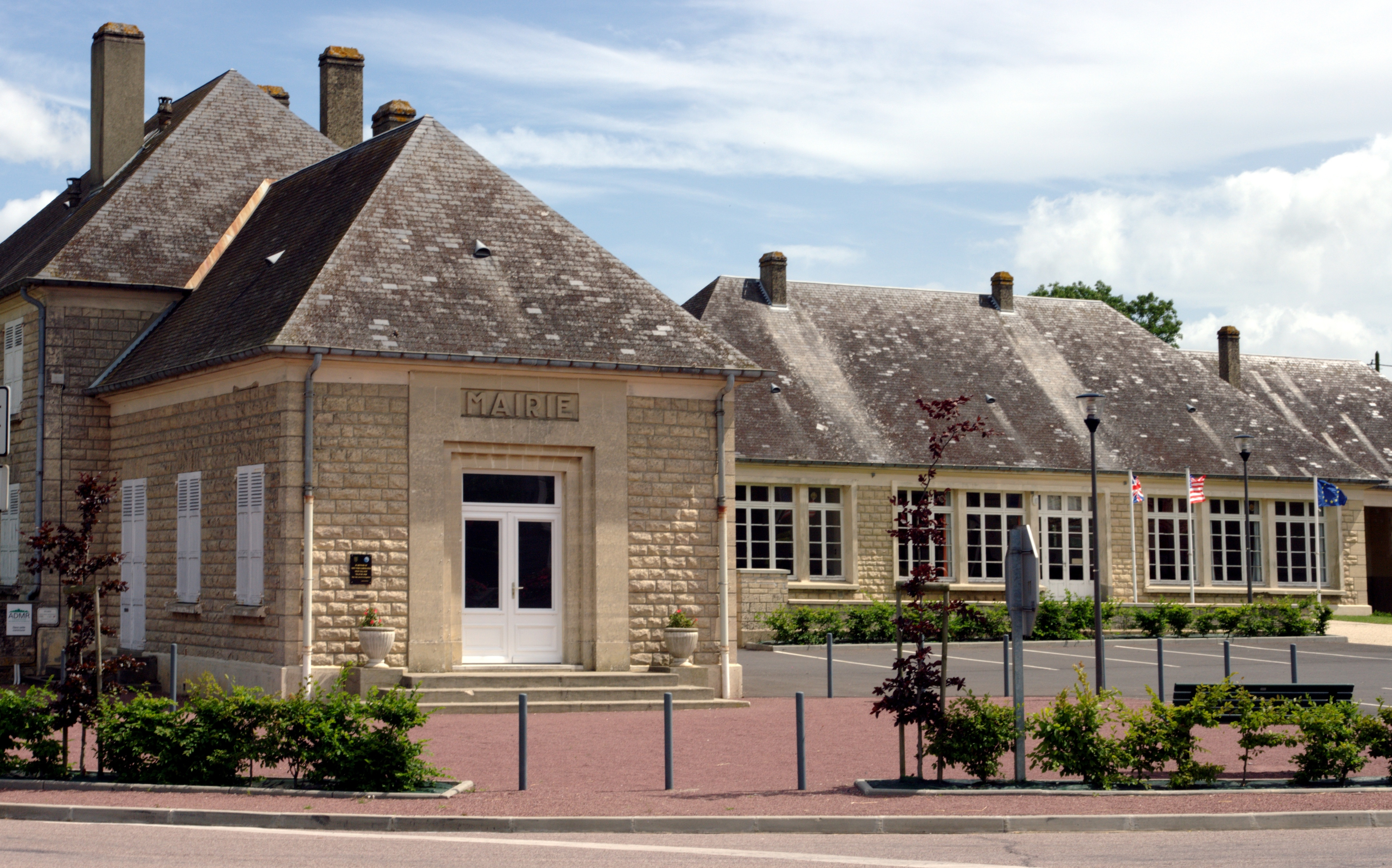
La mairie.

Le conseil municipal était composé de onze membres dont le maire et trois adjoints.

## Démographie
L'évolution du nombre d'habitants est connue à travers les recensements de la population effectués dans la commune depuis 1793. À partir du 1er janvier 2009, les populations légales des communes sont publiées annuellement dans le cadre d'un recensement qui repose désormais sur une collecte d'information annuelle, concernant successivement tous les territoires communaux au cours d'une période de cinq ans. 
Pour les communes de moins de 10 000 habitants, une enquête de recensement portant sur toute la population est réalisée tous les cinq ans, les populations légales des années intermédiaires étant quant à elles estimées par interpolation ou extrapolation. Pour la commune, le premier recensement exhaustif entrant dans le cadre du nouveau dispositif a été réalisé en 2007,.
En 2020, la commune comptait 261 habitants, en évolution de +7,85 % par rapport à 2015 (Calvados : +1,58 %, France hors Mayotte : +2,49 %).
Formigny a compté jusqu'à 641 habitants en 1861.
| 1793 | 1800 | 1806 | 1821 | 1831 | 1836 | 1841 | 1846 | 1851 |
| ---- | ---- | ---- | ---- | ---- | ---- | ---- | ---- | ---- |
| 538  | 338  | 519  | 487  | 500  | 539  | 537  | 527  | 552  |

| 1856 | 1861 | 1866 | 1872 | 1876 | 1881 | 1886 | 1891 | 1896 |
| ---- | ---- | ---- | ---- | ---- | ---- | ---- | ---- | ---- |
| 491  | 641  | 617  | 600  | 629  | 572  | 540  | 556  | 544  |

| 1901 | 1906 | 1911 | 1921 | 1926 | 1931 | 1936 | 1946 | 1954 |
| ---- | ---- | ---- | ---- | ---- | ---- | ---- | ---- | ---- |
| 540  | 535  | 452  | 418  | 403  | 378  | 383  | 350  | 342  |

| 1962 | 1968 | 1975 | 1982 | 1990 | 1999 | 2007 | 2012 | 2017 |
| ---- | ---- | ---- | ---- | ---- | ---- | ---- | ---- | ---- |
| 324  | 299  | 256  | 241  | 233  | 244  | 257  | 244  | 251  |

| 2019 | - | - | - | - | - | - | - | - |
| ---- | - | - | - | - | - | - | - | - |
| 252  | - | - | - | - | - | - | - | - |

## Économie
La commune se situe dans la zone géographique des appellations d'origine protégée (AOP) beurre d'Isigny et crème d'Isigny.

## Lieux et monuments
- Église Saint-Martin du XVe siècle, classée au titre des monuments historiques[20]. Elle abrite une statue équestre du début du XVIIe siècle (Charité de saint Martin) classée au titre objet[21].
- Église Saint-Pierre d'Engranville, du XIIIe siècle, inscrite au titre des monuments historiques[22].
- Monument commémoratif de la bataille de Formigny, inscrit au titre des monuments historiques[23]. Ce monument est l'œuvre d'Arthur Le Duc. Son déboulonnement et sa fonte furent envisagés sous le régime de Vichy, dans le cadre de la mobilisation des métaux non ferreux. Elle sera retirée de la liste des statues en bronze sacrifiées, car elle célèbre une victoire contre les Anglais[Note 2].
- Chapelle Saint-Louis, du XVe siècle. Elle fut édifiée par la volonté du comte de Clermont, l'un des vainqueurs de la bataille de Formigny, pour commémorer la victoire et les victimes et en l'honneur de saint Louis[24].

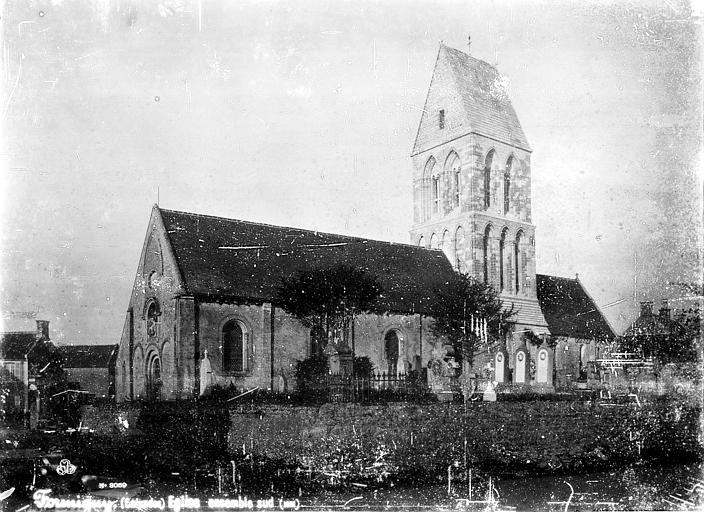
L'église Saint-Martin (Séraphin-Médéric Mieusement, 1892).
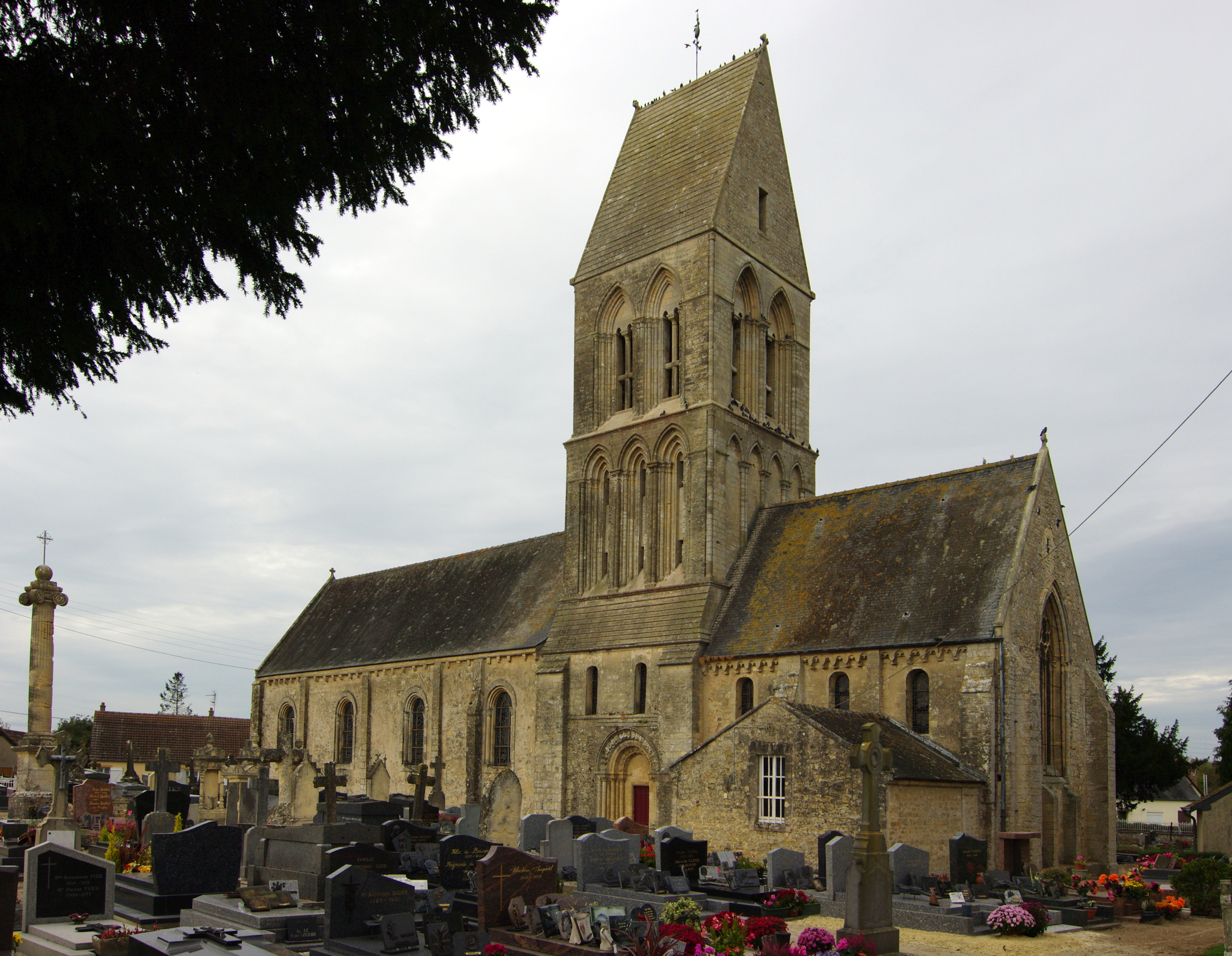
L'église Saint-Martin de nos jours.
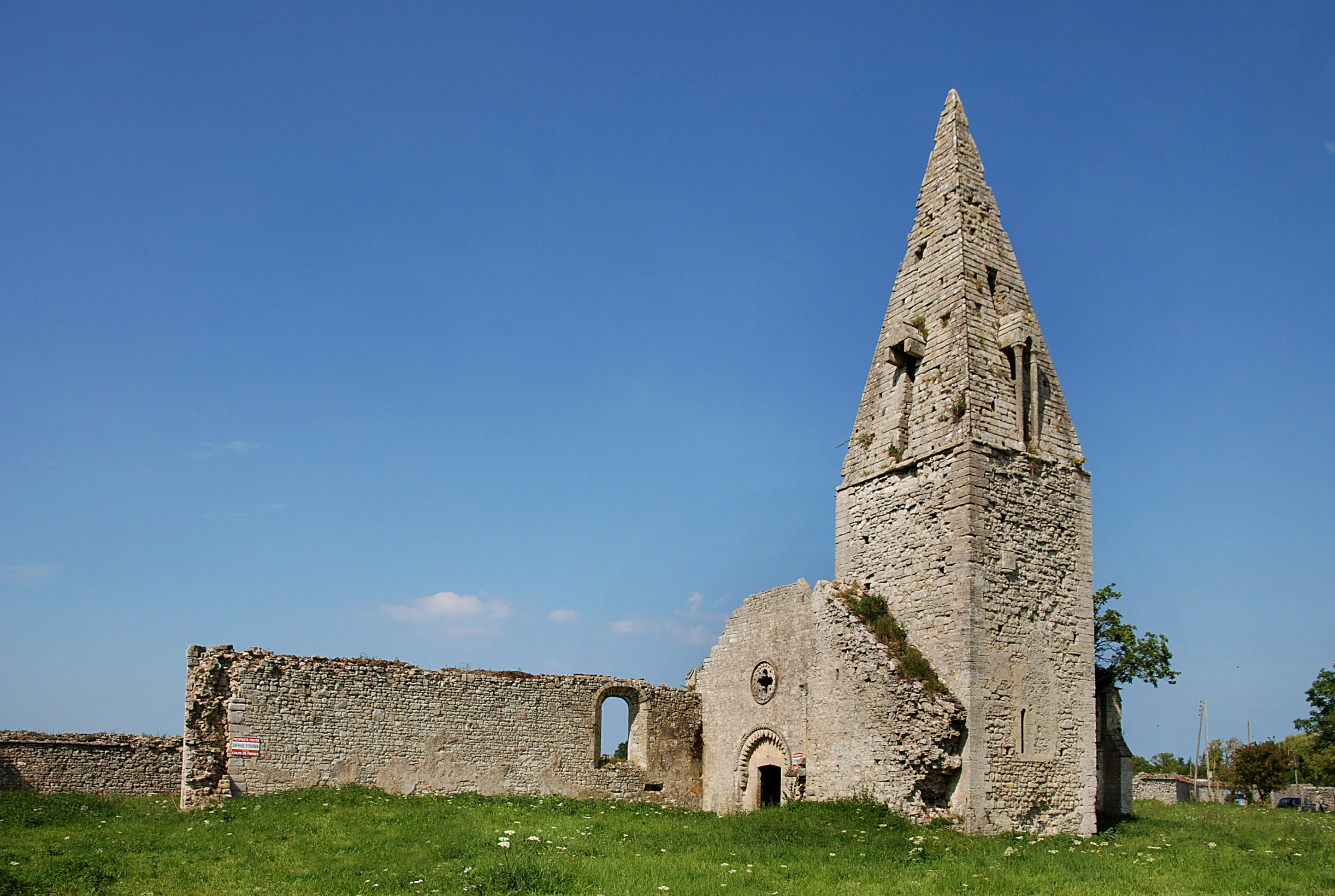
L'église Saint-Pierre d'Englanville.
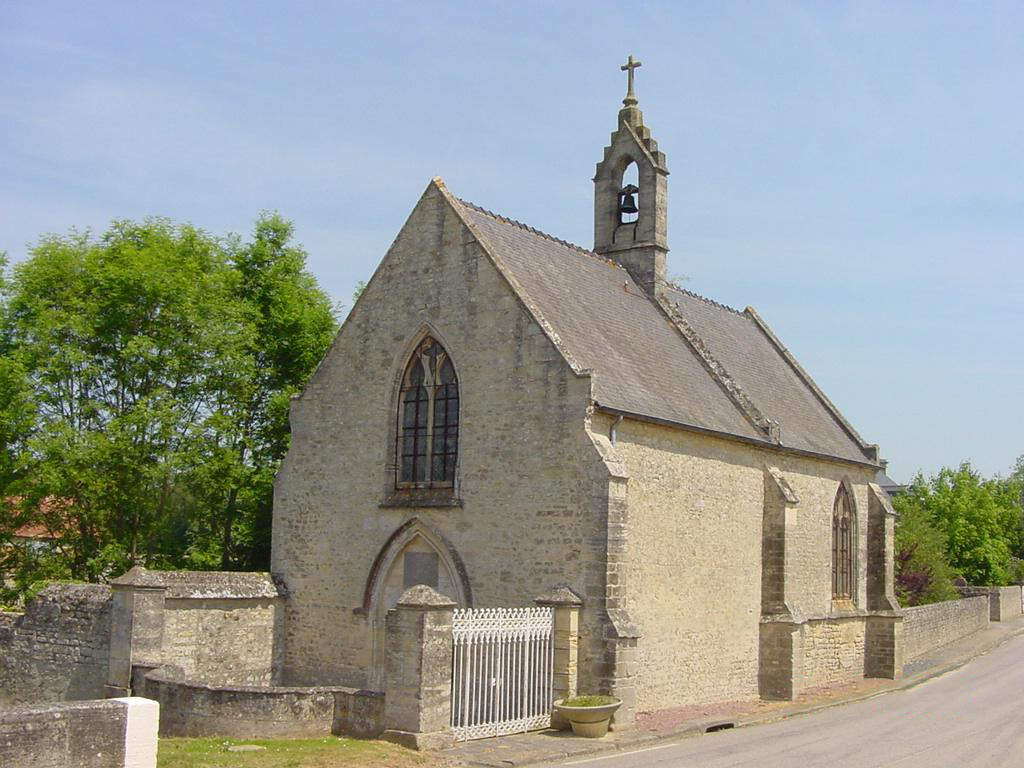
La chapelle Saint-Louis.

## Personnalités liées à la commune
- Charles Joret (Formigny, 1829 - 1914), érudit et philologue, révélateur de l'isoglosse de la ligne Joret.